# Ian Mosley
Ian Mosley (ur. 16 czerwca 1953 w Londynie) – perkusista zespołu Marillion.
Mosley dołączył do zespołu w 1984 roku jako następca Micka Pointera, który został wyrzucony z zespołu w 1983. Przed Marillionem grał m.in. razem ze Steve'em Hackettem na jego dwóch albumach studyjnych. Jest członkiem Marillion do dziś.

## Dyskografia (oprócz Marillion)
- początki '70 – grał w orkiestrze do Hair i Jesus Christ Superstar w Londynie.
- 1973–1978 – Darryl Way's Wolf Saturation Point, Canis-Lupis, Darryl Way's Wolf, Night Music, Concerto for Violin i Synth (członek zespołu)
- 1976 – Trace Birds (członek zespołu)
- 1978–1980 – Gordon Giltrap Band The Peacock Party, Gordon Giltrap Live, Live at the BBC (członek zespołu)
- 1980–1984 – Steve Hackett, Highly Strung, Till We Have Faces, Time Lapse Live, Feedback.
- 1990 – Rock Against Repatriation Sailing
- 1994 – John Wesley Under the Red and White Sky
- 1996 – Iris Crossing the Desert
- 2001 – Postmankind